# Prague Pride 2021
Prague Pride 2021 byl jedenáctý ročník pražského festivalu LGBT hrdosti Prague Pride zaměřeného na gay, lesbickou, bisexuální a transgender tematiku, jehož program byl ohlášen na týden od pondělí 2. srpna do neděle 8. srpna 2021. Tématem ročníku byl coming out. Týdenní festival zahájilo vyvěšení duhové vlajky na pražskou radnici. Vzhledem k trvající pandemii covidu-19 byla větší část programu realizována formou venkovních akcí. Na Střeleckém ostrově vznikla festivalová vesnička Pride Village, dalším místem konání bylo nádvoří Kasáren Karlín. Tradičně nejvýraznější bod programu, sobotní karnevalový průvod Prahou, byl s ohledem na hygienická opatření zrušen.